# Округ Вуд (Висконсин)
Округ Вуд (енгл. Wood County) је округ у америчкој савезној држави Висконсин.

## Демографија
По попису из 2010. године број становника је 74.749, што је 806 (-1,1%) становника мање него 2000. године.
| Група             | 2000.          | 2010.          |
| Белци             | 72.438 (95,9%) | 70.177 (93,9%) |
| Афроамериканци    | 201 (0,3%)     | 393 (0,5%)     |
| Азијати           | 1.220 (1,6%)   | 1.319 (1,8%)   |
| Хиспаноамериканци | 709 (0,9%)     | 1.680 (2,2%)   |
| Укупно            | 75.555         | 74.749         |